# التدخل الأوكراني في حرب العراق
بدأت أوكرانيا مشاركتها في حرب العراق في 5 يونيو 2003، بعد عدة أشهر من بدأ الغزو الأمريكي للعراق عام 2003. خلال الصراع، اقتصر دور القوات الأوكرانية على حفظ السلام كجزء من القوات متعددة الجنسيات في العراق، إلا أنها شاركت في القتال مع الجماعات المسلحة العراقية. في 9 ديسمبر 2008، سحبت أوكرانيا آخر قواتها من العراق، وأنهت رسميًا مشاركتها في حرب العراق. قبل بدأ الحرب الروسية الأوكرانية، كانت هذه أكبر عملية عسكرية نفذتها القوات المسلحة الأوكرانية. أدى أكثر من 6،000 أوكراني الخدمة العسكرية في العراق والكويت خلال الحرب، والذي يتضمن وجود دائم لـ1،600 أوكراني، ومقتل 18 أوكراني.

## خلفية
قبل الغزو الأمريكي للعراق، كانت أوكرانيا مشاركة في لجنة الأمم المتحدة للرصد والتحقق والتفتيش (UNMOVIC)، وكان الدبلوماسي الأوكراني كونستانتين هريشتشينكو واحدًا من المفوضين الستة عشر المشاركين في تلك اللجنة، وقد أبدت بعثة أوكرانيا للأمم المتحدة دعمها لإجراء إتفاق بين لجنة الأمم المتحدة للرصد والتحقق والتفتيش، والحكومة العراقية، والوكالة الدولية للطاقة.
في 18 مارس 2003، قبل يومين من الغزو الأمريكي للعراق، وقع الرئيس الأوكراني كوتشما المرسوم الرئاسي 227، والذي بموجبه أرسل كتيبة الحماية النووية والبيولوجية والكيميائية 19 للكويت، مشيرًا إلى خطر استخدام أسلحة الدمار الشامل على المدنيين. شاركت الكتيبة لاحقًا في غزو العراق.

## التاريخ

### بدأ التدخل الأوكراني في العراق

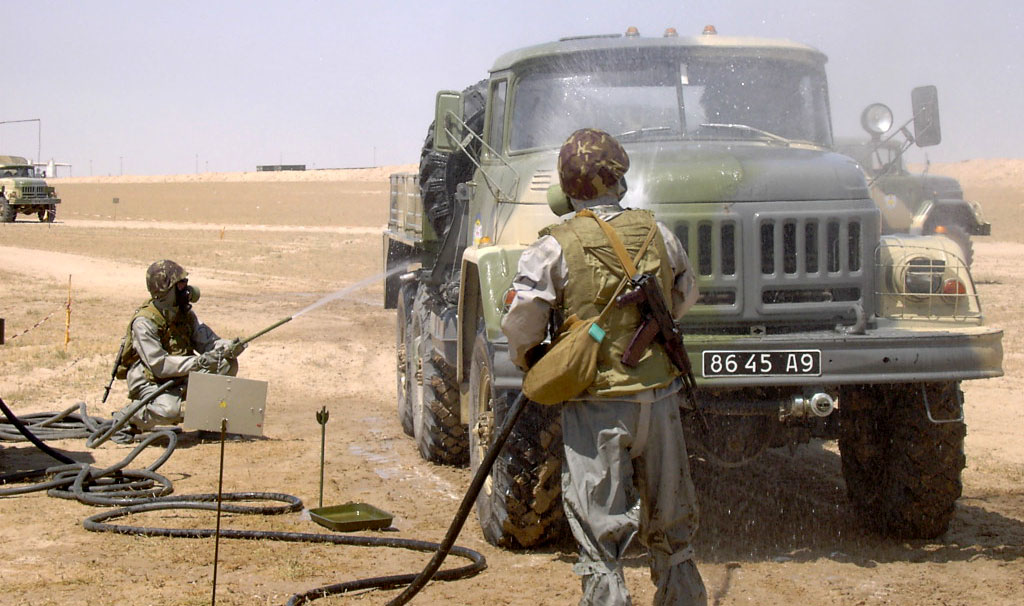
جنود من كتيبة الحماية النووية والبيولوجية والكيميائية 19 يتدربون على إجراءات التطهير في معسكر عريفجان الواقع في الكويت (3 أغسطس 2003)

في منتصف مايو 2003، أوصى مجلس الأمن القومي والدفاع الأوكراني بإرسال قوات أوكرانية للعراق من أجل حفظ السلام. أعرب الرئيس كوتشما عن موافقته لمثل هذا الإجراء، وأظهر رغبته بإرسال القوات الأوكرانية تحت قيادة القوات البولندية الموجودة بالفعل في العراق. كما وأبدى السفير الأمريكي لدى أوكرانيا كارلوس باسكوال دعمه لإرسال القوات الأوكرانية للعراق، وقال بأن الولايات المتحدة ستتحمل نفقة إرسال الجنود الأوكرانيين إلى العراق.
في 5 يونيو 2003 وافق المجلس الأعلى الأوكراني بأغلبية 273 صوتًا من أصل 450 على قانون اقترحه كوتشما لإرسال القوات الأوكرانية إلى العراق. وصلت القوات من العاصمة الأوكرانية كييف إلى المدينة الساحلية ميكولايف. وصل أول فوج من أوكرانيا للمشاركة في غزو العراق من مطار مطار بوريسبيل الدولي إلى الكويت في 7 أغسطس 2003. تم تعيين القوات الأوكرانية في محافظة واسط كجزء من الشعبة متعددة الجنسيات وسط الجنوب التي تقودها بولندا. كانت قاعدة عملياتهم هي مدينة الكوت. عبرت كتيبة الحماية النووية والبيولوجية والكيميائية 19 الحدود الكويتية في 11 أغسطس 2003، وتلاها اللواء الميكانيكي الخامس في 1 سبتمبر 2003، ومن ثم انضم اليهم اللواء الميكانيكي السادس، واللواء الميكانيكي السابع، والمجموعة التكتيكية 81 ليصل عدد الجنود الأوكرانيين المتواجدين في العراق إلى 1،660 جندي.

### معركة الكوت

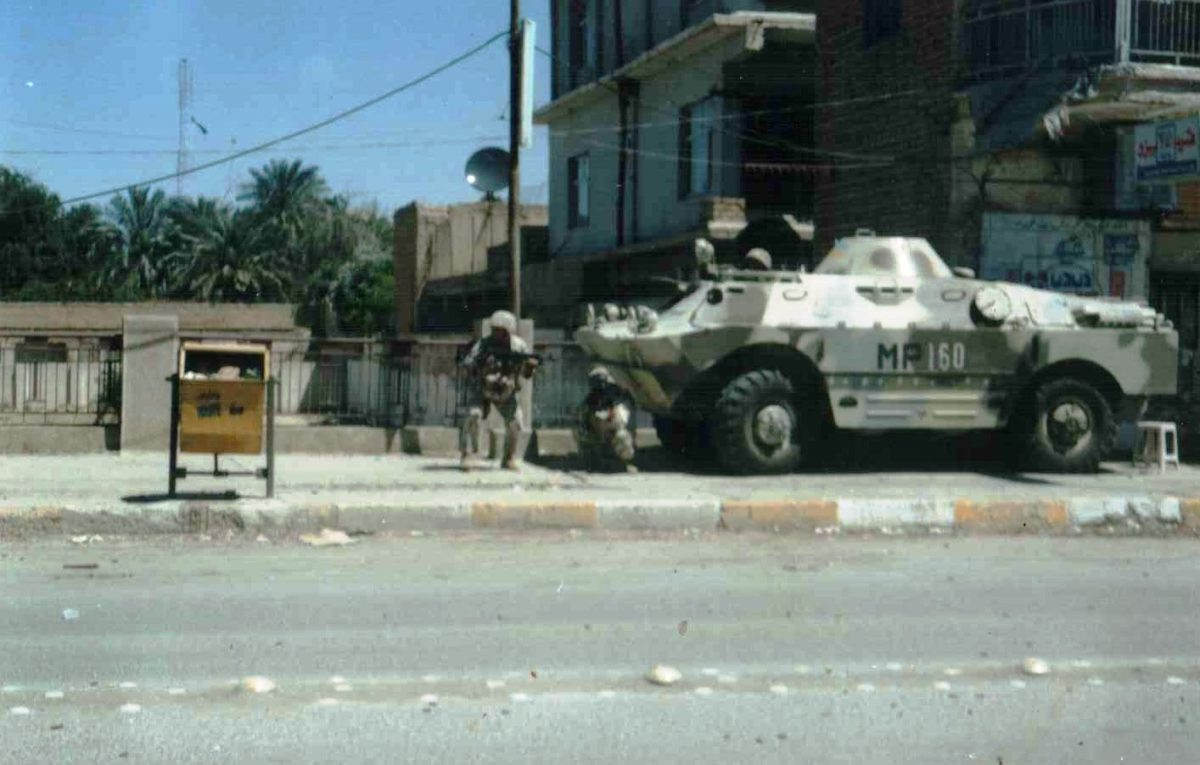
جنود أوكرانيون يحتمون خلال معركة الكوت

اندفعت القوات الأوكرانية في أول معركة كبرى لها في مطلع أبريل 2004، عندما واجهو جيش المهدي التابع لمقتدى الصدر في مدينة الكوت. خسر الجيش الأوكراني بعضًا من جنوده في تلك المعركة. وبسبب المقاومة المستمر لجيش المهدي أعلنت أوكرانيا انسحابها من المدينة كليًا في 7 أبريل 2004.
بعد الانسحاب من معركة الكوت، أخذت معارضة التدخل الأوكراني في العراق بالازدياد، وصوت المجلس الأعلى الأوكراني بـ257 صوتًا على الانسحاب من العراق في 3 ديسمبر 2004. أبدى وزير الدفاع الأوكراني أولكسندر كوزموك والحكومة العراقية المؤقتة معارضتهم لهذا التصويت، لكي تبقى القوات الأوكرانية لتأمين انتخابات المحافظات العراقية عام 2005.
وقع حادث آخر في 9 يناير 2005، حيث قتل ثمانية من خبراء المتفجرات الأوكرانيين وواحد من خبراء المتفجرات الكازاخيين في انفجار عبوة ناسفة. وأصيب ستة أوكرانيون آخرون وأربعة كازاخيون في الانفجار.

### الانسحاب
بعد الانتخابات الرئاسية الأوكرانية عام 2004 والثورة البرتقالية التي تلتها، أصبح فيكتور يوشتشينكو هو الرئيس الأوكراني. وفي 1 مارس 2005 أعلن يوشتشينكو عن الانسحاب الكلي للقوات الأوكرانية من العراق بمطلع 15 أكتوبر 2005، ولكن وزير الدفاع آنذاك أناتولي هريتسينكو أوضح بأن بعض القوات ستبقى لمدة شهرين بعد الإنسحاب الكلي.
على الرغم من تلك التصريحات، فقد أبقت بعضًا من قواتها في العراق ولكن العدد لم يتجاوز الـ40 بحلول 2005. وقد انتقلت القوات من مدينة الكوت إلى الديوانية، حيث شاركوا ببرنامج لتدريب الجيش العراقي والشرطة. استمر الوجود الأوكراني حتى 9 ديسمبر 2008، حين انسحب آخر جندي أوكراني.

## الانتشار العسكري
بلغ عدد القوات المنتشرة بشكل دائم 1،660 جندي، وأكثر من 6،100 أوكراني خدموا في العراق أو الكويت خلال الحرب. قبيل الحرب الروسية الأوكرانية، كانت فرقة حرب العراق الأوكرانية هي أكبر قوة عسكرية أرسلتها أوكرانيا منذ الاستقلال في عام 1991، ولا تزال أكبر قوة حفظ سلام ترسلها أوكرانيا على الإطلاق، وكانت ثالث أكبر قوة أجنبية متواجدة في العراق ضمن القوات متعددة الجنسيات في العراق بعد الولايات المتحدة والمملكة المتحدة. إجمالاً، توفي 18 أوكراني خلال الحرب وأصيب أكثر من 40.
| الاسم                                                                            | تاريخ الوفاة   | سبب الوفاة                              |
| -------------------------------------------------------------------------------- | -------------- | --------------------------------------- |
| يوري أناتوليوفيتش كويدان (بالأوكرانية: Юрій Анатолійович Койдан)                 | 30 سبتمبر 2003 | حادث مروري                              |
| سيرجي بتروفيتش سوسلوف (بالأوكرانية: Сергій Петрович Суслов)                      | 11 نوفمبر 2003 | خطأ خلال استخدام السلاح                 |
| أوليكسي فيكتوروفيتش بوندارينكو (بالأوكرانية: Олексій Вікторович Бондаренко)      | 18 نوفمبر 2003 | انتحار                                  |
| رسلان أندريوفيتش أندروشوك (بالأوكرانية: Руслан Андрійович Андрощук)              | 6 أبريل 2004   | هجوم بالمدافع العراقية المضادة للدبابات |
| كونستانتين فيكتوروفيتش ميخاليف (بالأوكرانية: Костянтин Вікторович Міхалєв)       | 28 أبريل 2004  | هجوم عراقي                              |
| ياروسلاف ياروسلافوفيتش زلوتشيفسكي (بالأوكرانية: Ярослав Ярославович Злочевський) | 28 أبريل 2004  | هجوم عراقي                              |
| رومان أولكساندروفيتش جنزيرسكي (بالأوكرانية: Роман Олександрович Гензерський)     | 2 يوليو 2004   | انتحار                                  |
| يوري فيكتوروفيتش إيفانوف (بالأوكرانية: Юрій Вікторович Іванов)                   | 15 أغسطس 2004  | انفجار عبوة ناسفة                       |
| أوليج فالنتينوفيتش تيخونوف (بالأوكرانية: Олег Валентинович Тихонов)              | 29 سبتمبر 2004 | حادث مروري                              |
| أوليج فيكتوروفيتش ماتيجيف (بالأوكرانية: Олег Вікторович Матіжев)                 | 9 يناير 2005   | انفجار عبوة ناسفة                       |
| يوري ميخائيلوفيتش زاغراي (بالأوكرانية: Юрій Михайлович Заграй)                   | 9 يناير 2005   | انفجار عبوة ناسفة                       |
| سيرهي ميكولايفيتش أندروشينكو (بالأوكرانية: Сергій Миколайович Андрущенко)        | 9 يناير 2005   | انفجار عبوة ناسفة                       |
| فاليري فيكتوروفيتش برازيفسكي (بالأوكرانية: Валерій Вікторович Бражевський)       | 9 يناير 2005   | انفجار عبوة ناسفة                       |
| أولكسندر إيفانوفيتش كاتسارسكي (بالأوكرانية: Олександр Іванович Кацарський)       | 9 يناير 2005   | انفجار عبوة ناسفة                       |
| أندري أناتوليوفيتش سيتنيكوف (بالأوكرانية: Андрій Анатолійович Сітников)          | 9 يناير 2005   | انفجار عبوة ناسفة                       |
| فيرا إيفانوفنا بيتريك (بالأوكرانية: Віра Іванівна Петрик)                        | 9 يناير 2005   | انفجار عبوة ناسفة                       |
| فولوديمير ميكولايفيتش سيدوي (بالأوكرانية: Володимир Миколайович Сєдой)           | 9 يناير 2005   | انفجار عبوة ناسفة                       |
| رومان فولوديروفيتش سيريدنيتسكي (بالأوكرانية: Роман Володимирович Середницький)   | 6 فبراير 2005  | نوبة قلبية                              |